# Rosopaella magnata
Rosopaella magnata är en insektsart som beskrevs av Webb 1983. Rosopaella magnata ingår i släktet Rosopaella och familjen dvärgstritar. Inga underarter finns listade i Catalogue of Life.